# Charlotte Benkner
Charlotte Amanda Benkner, geb. Enterlein (* 16. November 1889 in Leipzig; † 14. Mai 2004 in Youngstown, Ohio) war eine US-amerikanische Altersrekordlerin deutscher Herkunft.

## Leben
Charlotte Benkner verbrachte bis zu ihrem 7. Lebensjahr ihre Kindheit in Leipzig. Im Jahr 1896 wanderten ihre Eltern mit ihr in die USA aus, wo beide sich später selbständig gemacht hatten und in Peekskill jahrzehntelang ein Hotel betrieben. Benkner durchlief dort ihre gesamte berufliche Tätigkeit, vom Zimmermädchen zum Portier bis zur Geschäftsführerin. Ihre beiden Geschwister sowie auch ihre Neffen und Nichten waren dort ebenfalls als Angestellte tätig. Benkner ging im Jahr 1950 mit 60 Jahren in Rente.
Sie heiratete im Jahr 1908 den Bauingenieur Karl Herrmann Benkner (* 1883). Die Ehe blieb kinderlos. Nachdem ihr Mann in den Ruhestand gegangen war, zogen beide von New York City nach Youngstown (Ohio), wo er als Lehrer und Dozent an der Youngstown State University tätig war. Karl Benkner starb 1965 mit 82 Jahren.
Auch Benkners nächste Familie lebte außergewöhnlich lang. Ihr Vater Albert Enterlein starb im Jahr 1955 mit 92 Jahren, ihre Mutter Amanda Enterlein, geborene Schönknecht, starb 1967 sechs Wochen vor ihrem 100. Geburtstag. Ihr Bruder George Enterlein starb 1996 mit 98 Jahren und ihre Schwester Tillie O’Hara (* 15. Februar 1904) drei Wochen vor ihrem 100. Geburtstag am 25. Januar 2004. Charlotte Benkner umsorgte ihre jüngere Schwester, die später als über 80-Jährige gesundheitliche Probleme hatte, über mehrere Jahre hinweg. Beide wohnten zuletzt in demselben Pflegeheim in Youngstown, wobei Benkner selbst allerdings erst 1991 im Alter von 101 Jahren dort eingezogen war. Bis dahin hatte sie ihren Haushalt noch weitestgehend eigenständig geführt.

## Altersrekorde
Nach dem Tod von Elena Slough am 5. Oktober 2003 im Alter von 114 Jahren war Charlotte Benkner der älteste lebende Mensch in den Vereinigten Staaten. Zu diesem Zeitpunkt war sie der drittälteste lebende Mensch der Welt. Nachdem der aus Japan stammende Mitoyo Kawate am 13. November 2003 im Alter von 114 Jahren starb, war Charlotte Benkner hinter der aus Puerto Rico stammenden Ramona Iglesias (1. September 1889–29. Mai 2004) der zweitälteste lebende Mensch der Welt.
Charlotte Benkner starb am 14. Mai 2004 im Alter von 114 Jahren und 180 Tagen (insgesamt 41.817 Tage) nach kurzer, schwerer Krankheit in einem Krankenhaus in Youngstown. Sie wurde in Peekskill beigesetzt. Nach ihrem Tod wurde Emma Verona Johnston (6. August 1890–1. Dezember 2004) zur ältesten lebenden Bürgerin der USA.
Hinter der 1871 (dem Jahr der deutschen Reichsgründung) in Preußen geborenen und 1986 in den USA gestorbenen Augusta Holtz ist Benkner die zweitälteste jemals in Deutschland geborene Person. Da Holtz in der Provinz Posen geboren wurde, ist Benkner weiterhin der älteste jemals im heutigen Gebiet Deutschlands geborene Mensch. Den damaligen Rekord von Adelheid Kirschbaum übertraf sie um ein Jahr und 97 Tage.

## Wissenswertes
Bei einer Fährfahrt rund um New York begegnete sie in den 1900er-Jahren dem damaligen US-Präsident Theodore Roosevelt, der sie und ihre Freundesgruppe freundlich begrüßte.